# Endrosa transiens
Endrosa transiens är en fjärilsart som beskrevs av Otto Staudinger 1871. Endrosa transiens ingår i släktet Endrosa och familjen björnspinnare. Inga underarter finns listade i Catalogue of Life.